# Николаевка (Вольский район)
Николаевка — село в Вольском районе Саратовской области России. Входит в состав Кряжимского муниципального образования.

## История
Деревня Николаевка возникла во второй половине XIX века. Первыми её жителями были бывшие крепостные крестьяне графа Шереметева. В 1889 году в деревне насчитывалось 47 дворов и проживало 285 жителей (138 мужчин и 147 женщин). Согласно «Списку населённых мест Вольского уезда» издания 1914 года (по сведениям за 1911 год) в деревне, входившей в состав Царевщинской волости, имелось 37 хозяйств и проживало 293 человека (142 мужчины и 191 женщина). В национальном составе населения преобладали великороссы.

## География
Село находится в северной части области, в пределах Приволжской возвышенности, на правом берегу реки Горячка, на расстоянии примерно 35 километров (по прямой) к северо-западу от города Вольск. Абсолютная высота — 76 метров над уровнем моря.
Часовой пояс
Село Николаевка, как и вся Саратовская область, находится в часовой зоне МСК+1. Смещение применяемого времени относительно UTC составляет +4:00.

## Население
| 2002 | 2010 |
| ---- | ---- |
| 231  | ↘207 |

Гендерный состав
По данным Всероссийской переписи населения 2010 года в гендерной структуре населения мужчины составляли 44,9 %, женщины — соответственно 55,1 %.
Национальный состав
Согласно результатам переписи 2002 года, в национальной структуре населения русские составляли 83 % из 231 чел.

## Инфраструктура
В селе функционируют основная общеобразовательная школа, детский сад, фельдшерско-акушерский пункт, дом культуры, библиотека, магазин и отделение Почты России.

## Улицы
Уличная сеть села состоит из двух улиц.